# Sture Hegerfors
Gustaf Sture Hegerfors, född 22 maj 1938 i Göteborg, är en svensk journalist, tecknare och författare. Han är president i Svenska Serieakademin alltsedan organisationens grundande 1965. Hegerfors tecknar sedan 1972 den dagliga skämtrutan P.S. i Göteborgs-Posten.
Sture Hegerfors har skrivit ett antal böcker om tecknade serier. Han har arrangerat ett flertal utställningar och haft ett mångårigt huvudansvar för seriedelen på Bokmässan i Göteborg. 1968–75 var han ordförande för Seriefrämjandet.

## Biografi

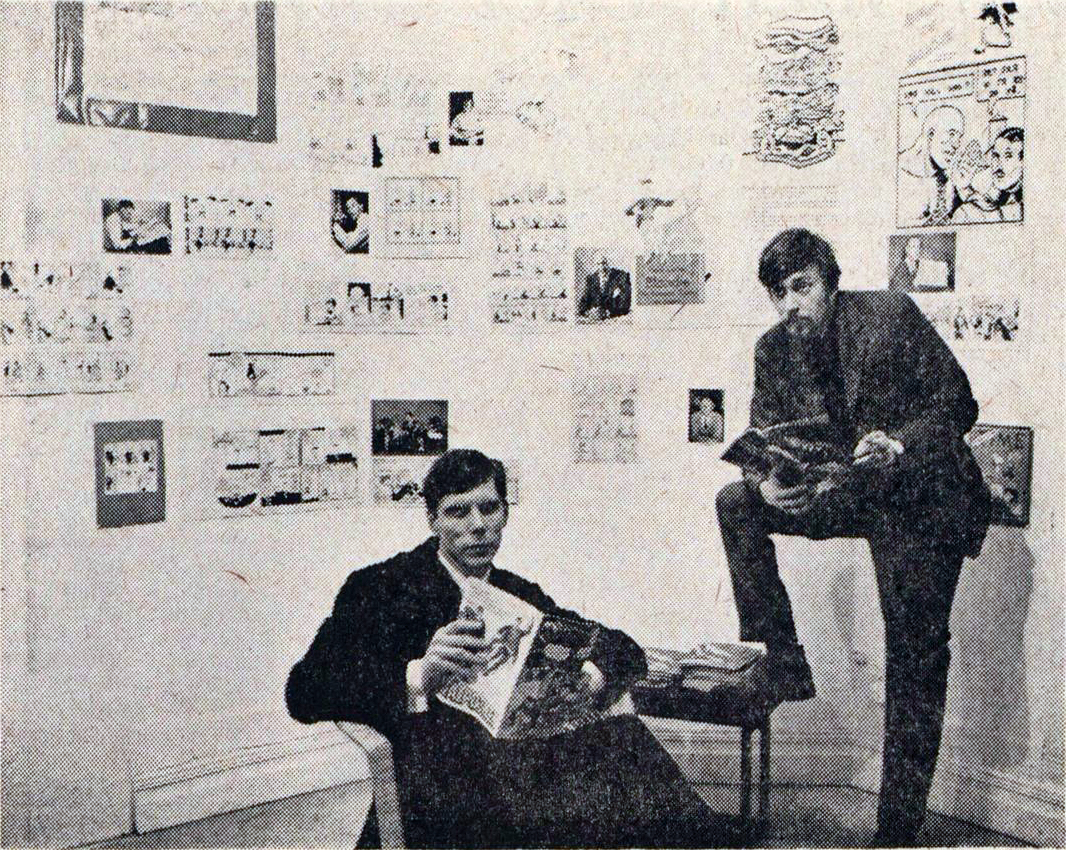
Sture Hegerfors och galleristen Bo A. Karlsson vid serieutställningen på Galleri Karlsson 1965.

### Seriepionjär
Vid 13 års ålder sålde Hegerfors – under signaturen H-fors – sin första skämtteckning till redaktör Carl Johan Holzhausen på Göteborgs-Posten. Hans honorar blev fem kronor. Sture Hegerfors arrangerade Seriernas Fantastiska Värld på Galleri Karlsson, Stockholm 1965, vilket var den första svenska konstutställningen med tecknade serier som tema. Tillsammans med Bo A. Karlsson skapade och drev Hegerfors dessutom Svenska Seriemuseet (där nystartade Göteborgs Seriefrämjande tidvis bidrog med personal), som var en av attraktionerna på Liseberg i Göteborg åren 1976–77. Han var från grundandet 1968 fram till 1975 ordförande för Seriefrämjandet.

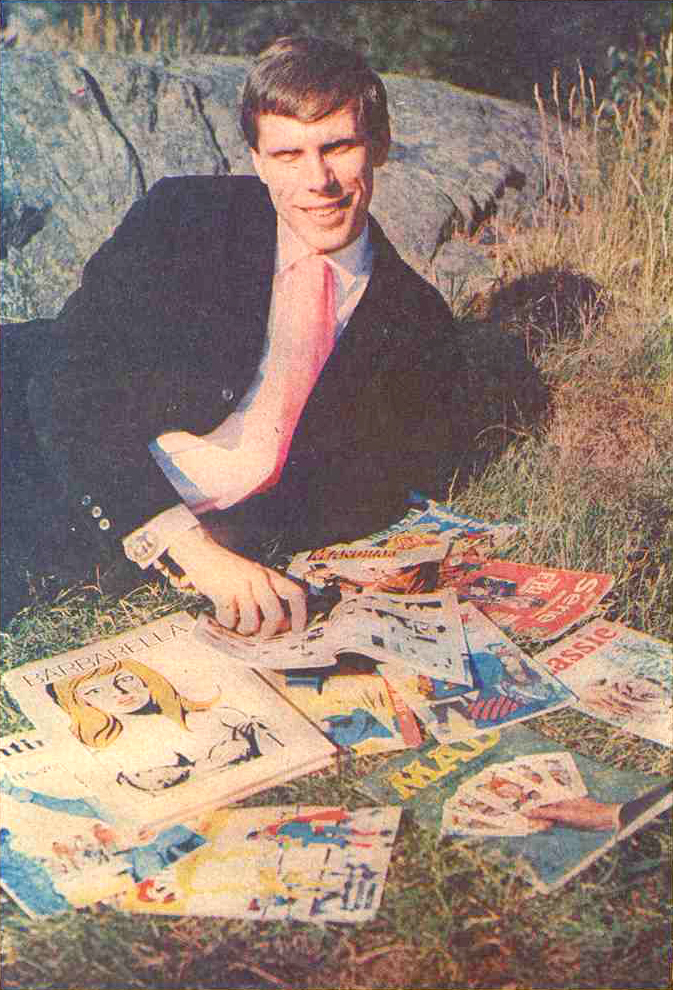
Sture Hegerfors 1966, i samband med sitt första tv-program om tecknade serier.

Hegerfors har författat en mängd böcker om tecknade serier och besläktade ämnen. Bland dem finns Kalle Anka, Mick Jagger och jag, där han ger sin syn på populärkulturen under 1950-, 60- och 70-talen – han tar bland annat upp ämnen som serietidningar och populärmusik. I boken berättar han också om hur det gick till när han fick träffa bland andra The Rolling Stones och Brigitte Bardot. Han skrev även 1978 ett uppslagsverk om serier – det första i sitt slag i Sverige – betitlat Pratbubblan!. Sammanlagt har han  skrivit omkring 40 böcker med humor och tecknade serier som tema.

### Debatter och mässor
I sitt författarskap har Hegerfors bland annat fört fram den tydliga berättelsens övergripande roll för seriemediet och de klassiska äventyrsseriernas betydelse. Detta gjorde att han under 1980-talet blev del av en het debatt om de nya vuxenseriernas vara eller inte vara. Debatterandet fördes bland annat i årsboken När var hur, i den stora utställningskatalogen Boken om serier, i fackpress som Bild & Bubbla samt i debattsidorna i storstadspressen, med Sture Hegerfors och Horst Schröder som debattens två motpoler.
Sture Hegerfors arrangerade, som president i Svenska Serieakademin 1985, den första seriekongressen/seriefestivalen i Sverige, Comics '85 i Helsingborg. Året efter skulle konceptet med inbjudna serieskapare, presentationer och utdelandet av priset föras över till den första Bok & Bibliotek-mässan i Göteborg, där den kommit att bli en fast del (under senare år dock under andra namn och delvis med andra arrangörer).

### Humortecknare
Sture Hegerfors är sedan 1972 anställd på Göteborgs-Posten. Där har han genom åren bidragit med en mängd artiklar om serier. Han är där kanske mest känd som tecknare av P.S.-rutan i tredje delen på sista sidan, där han – ibland efter tips från läsare – varje dag skämtar kring aktuella ämnen. Den första P.S.-rutan var införd i Göteborgs-Posten den 28 december 1972 med rubriken "Nyårskort":
| ”                       | Jag skickade honom ett förra året, men han skickade inte något till mej, så han skickar mej antagligen inget i år, eftersom han tror att jag inte skickar honom något, eftersom han inte gjorde det i fjol... | „ |
| – Sture Hegerfors, 1972 | |   |

"Grodan" visade sig för första gången i P.S. den 1 februari 1973.
Figurerna Andesson & Läling dök upp första gången i Sture Hegersfors P.S.-ruta i Göteborgs-Posten den 1 oktober 1977, då de stod uppe vid Masthuggskyrkan och Läling sa: Dô, Andesson... Ja tôcker änna att de har gått prästige i kvinnoprästfrågan!

### Övrigt
Hegerfors var initiativtagare till att Svenska Humorförbundet – med säte i Göteborg – bildades i maj 1993. Övriga var skådespelaren Tomas von Brömssen, barnboksförfattarinnan Viveca Sundvall, skådespelerskan Birgitta Ulfsson, Göteborgs universitets rektor Jan Ling och Lisebergs VD Boo Kinntorph.
Hegerfors yngre bror var sportjournalisten Arne Hegerfors. Föräldrarna var universitetslektor Torsten Hegerfors (1902–1973) och Anna Maria "Maja", född Pettersson (1908–2002).

## Priser och utmärkelser
- Albert Engström-priset,  13 augusti 2011[11]
- Hans Majestät Konungens medalj av 5:e storleken i högblått band,  2024[12]

[Redigera Wikidata]

## Andra dagstecknare i Göteborg
Den som började med att göra dagliga kommenterande skämtteckningar i Göteborg var Nils Bohlin, som på sommaren 1919 startade som förstasidestecknare i Göteborgs-Tidningen. Redan på hösten 1920 slutade han och blev avlöst av Gunnar Wallin, som bland annat är känd för sin "JäJä-hund". På Göteborgs-Posten gjorde Osvald Billing en enspaltare på Världens gång-avdelningen varje dag.